# Храм Вознесения Господня (Курск)
Храм Вознесе́ния Госпо́дня (Вознесе́нская це́рковь) — православный храм в Центральном округе города Курска, располагающийся на Верхней Казацкой улице в историческом районе Казацкая слобода. Памятник архитектуры местного значения.

## История
Храм возведён на средства прихожан и жертвователей в 1887—1888 годы. До его постройки приходским храмом для жителей Казацкой слободы была Вознесенско-Михайловская церковь на улице Архангельской (теперь Карла Либкнехта), откуда в новый храм был перенесён [престол]. Новый Вознесенский храм, расположенный на возвышенном участке, стал главной достопримечательностью слободы. В 1888 с горы Афон были привезены иконы Божией Матери Скоропослушница и великомученика Пантелеимона. В 1893 году усилиями приходского священника Иоанна Ершова в церковной ограде было построено одноэтажное каменное здание одноклассной церковно-приходской школы. В начале XX века в приходе также состояли земское двухкомплектное училище и школа грамоты в деревне Гремячка (в четырёх верстах от церкви). В 1907 году на церковной усадебной земле были построены два деревянных дома для священнослужителей. В третьем, приобретённом прихожанами в 1887 году, проживал псаломщик.
В 1940 году по решению местных властей храм был закрыт, но усилиями прихожан его удалось спасти от разграбления. Богослужения возобновлены в конце 1941 года и с того времени не прекращались.

## Архитектура и убранство храма
Большой кирпичный покрашенный пятикупольный храм в стиле позднего классицизма с чертами эклектики, архитектурную композицию которого создаёт крупный трёхнефный объём с тремя трёхгранными апсидами и четырёхъярусной колокольней. Боковые фасады с трёх сторон украшены четырёхколонными портиками полного тасканского ордера. Все подкупольные световые барабаны имеют восьмигранную форму и завершаются также восьмигранными куполами (сомкнутыми сводами). В настоящее время храм имеет два придела: правый — Покрова Божией Матери, левый — Апостолов Петра и Павла.